# Tora Borgarhjort
Tora Borgarhjort var dotter till den östgötske kungen eller jarlen Herröd enligt de nordiska fornåldersagorna Herröds och Boses saga samt Ragnar Lodbroks saga. Hennes fader gav henne en liten lindorm som växte till dess att den omslingrade hela hennes boning. Herröd lät då kungöra att den som kunde dräpa lindormen skulle få hans dotter till hustru. Ragnar Lodbrok, sveakungen Sigurd Rings son antog utmaningen, dödade ormen och gifte sig med Tora. Tillsammans hade de sönerna Erik och Agnar, som senare skulle dö i strid med Östen Bele, Ragnars svenske jarl. Innan dess hade emellertid Tora avlidit av sjukdom och Ragnar gift om sig med Kraka.